# Mariana Derderian
Mariana Sirvat Derderián Espinoza (sinh ngày 15 tháng 1 năm 1980) là diễn viên người Chile. Cô được biết đến với vai nhân vật chính trong bộ phim Floribella, phiên bản Chile của series gốc Floricienta (Fl Cinderella) của Argentina.

## Tiểu sử
Mariana Derderián sinh ra ở Caracas, Venezuela. Cha mẹ cô người Armenia. Cô cùng chị gái mình đến Chile vào đầu năm 1990. Cô hoàn thành chương trình học cấp 2 tại trường San Pedro Nolasco trong cộng đồng Las Condes, và sau đó được nhận vào trường Universidad Mayor (một trường tư ở Chile) và học ngành kỹ thuật kinh doanh. Trong năm học thứ 3, Mariana tìm đến đam mê của mình tại các nhà hát. Cô bắt đầu tham gia các hội thảo buổi tối ở thành phố Vitacura, Las Condes, Học viện Fernando González.
Cuối năm 2004, Derderián đi cùng một người bạn cùng lớp đến buổi thử giọng ở Canal 13, nơi cô được chọn tham gia bộ phim truyền hình đầu tiên của sự nghiệp mình, bộ phim Brujas.
Khi ra trường, cô bắt đầu thu âm kết hợp làm luận án. Sau bộ phim Brujas, Derderián tham gia diễn vai nhân vật phụ trong series truyền hình Gatas & Tuercas. Derderián hoàn thành luận án và nhận được danh hiệu chuyên nghiệp.
Năm 2006, cô là nhân vật chính trong series Floribella, và tiếp tục tham gia làm phim Los ángeles de Estela năm 2009. Cũng năm 2009 này, cô đóng vai nhân vật chính trong phiên bản Chile của bộ phim I Dream of Jeannie.

## Các bộ phim

### Phim
- Malta con huevo (2007) - Mónica[1]

### Phim thể loạiTelenovelas
- Brujas (Canal 13, 2005) - Macarena Altamirano[1][5]
- Gatas y Tuercas (Canal 13, 2005) - Carolina 'Caco' Ulloa[1][5]
- Floribella (TVN, 2006) - Florencia González[1]
- Amor por accidente (TVN, 2007) - Britney Urrutia[1]
- Los Ángeles de Estela (TVN, 2009) - Alejandra Andrade[1]

### Series truyền hình và Unitarios
- El Día Menos Pensado (El cuadro) (TVN, 2007) - Valentina